# Robert Fröhle
Robert Fröhle es un esquiador paralímpico austríaco.

## Carrera
Representó a Austria en los Juegos Paralímpicos de invierno en 2002, 2006 y 2010. 
En 2006 ganó una medalla de bronce en el evento masculino de Super-G adaptado.

## Palmarés
| Año  | Competencia                          | Ubicación                      | Posición | Evento                             | Registro |
| ---- | ------------------------------------ | ------------------------------ | -------- | ---------------------------------- | -------- |
| 2002 | Juegos Paralímpicos de invierno 2002 | Salt Lake City, Estados Unidos | 5.º      | Descenso masculino LW11            | 1: 24,98 |
| 2006 | Juegos Paralímpicos de invierno 2006 | Turín, Italia                  | 15.º     | Eslalon masculino adaptado         | 1: 35,58 |
| 2006 | Juegos Paralímpicos de invierno 2006 | Turín, Italia                  | 3.º      | Super-G masculino adaptado         | 1: 15.04 |
| 2006 | Juegos Paralímpicos de invierno 2006 | Turín, Italia                  | 12.º     | Eslalon gigante masculino adaptado | 1: 59,79 |
| 2006 | Juegos Paralímpicos de invierno 2006 | Turín, Italia                  | 13.º     | Esquí alpino adaptado masculino    | 1: 25.17 |
| 2010 | Juegos Paralímpicos de invierno 2010 | Vancouver, Canadá              | 6.º      | Super-G masculino adaptado         | 1: 24.00 |
| 2010 | Juegos Paralímpicos de invierno 2010 | Vancouver, Canadá              | 8.º      | Eslalon gigante masculino adaptado | 2: 49,83 |